# Georgia Simmerling
Georgia Simmerling, née le 11 mars 1989 à Vancouver, est une sportive canadienne. Elle pratique le ski alpin, puis le ski acrobatique - notamment le skicross - et depuis 2015, le cyclisme sur piste. Elle est vice-championne du monde de poursuite par équipes en 2016 et médaillée de bronze de la même discipline aux Jeux olympiques de 2016.

## Carrière
Georgia Simmerling participe à ses premières compétitions de ski alpin de la FIS en 2004. Active dans le circuit nord-américain, elle obtient ses meilleurs résultats dans les disciplines de vitesse (descente et super G). Elle débute en Coupe du monde en 2008. En 2010, elle prend part aux Jeux olympiques qui ont lieu dans sa ville natale Vancouver, elle s'y classe 27e du super G.
En 2011, elle effectue sa reconversion dans le skicross et est rapidement intégrée dans l'équipe nationale. En février 2012, elle chute lourdement en course et brise trois de ses vertèbres. En décembre 2012, elle obtient son premier podium en Coupe du monde en terminant deuxième à Innichen/San Candido.
Lors des Jeux olympiques de Sotchi en 2014, elle participe au skicross et se classe quatorzième de la compétition.

## Vie privée
Elle est en couple avec la footballeuse canadienne Stephanie Labbé rencontrée lors des Jeux olympiques d'été de 2016.

## Palmarès en ski alpin

### Jeux olympiques
| Édition/Discipline | super G |
| Vancouver 2010     | 27e     |

### Coupe du monde
- 1 fois dans les points.

## Palmarès en ski acrobatique

### Jeux olympiques
| Édition/Discipline | skicross |
| Sotchi 2014        | 14e      |

### Championnats du monde
| Édition/Discipline             | skicross |
| Mondiaux 2013 à Voss-Myrkdalen | 13e      |

### Coupe du monde
- Meilleur classement général : 24e en 2014.
- Meilleur classement en skicross : 6e en 2014.
- 4 podiums.

## Palmarès en cyclisme sur piste

### Jeux olympiques
- Rio 2016
  -  Médaillée de bronze de la poursuite par équipes
- Tokyo 2020
  - 4e de la poursuite par équipes

### Championnats du monde
- Londres 2016
  -  Médaillée d'argent de la poursuite par équipes
- Pruszków 2019
  - 4e de la poursuite par équipes[3]

### Coupe du monde
- 2015-2016
  - 1re de la poursuite par équipes à Hong Kong (avec Laura Brown, Jasmin Glaesser et Stephanie Roorda)
- 2018-2019
  - 2e de la poursuite par équipes à Cambridge
- 2019-2020
  - 3e de la poursuite par équipes à Cambridge
  - 3e de la poursuite par équipes à Brisbane

### Championnats panaméricains
- Cochabamba 2019
  -  Championne panaméricaine de poursuite individuelle
  -  Championne panaméricaine de poursuite par équipes (avec Allison Beveridge, Annie Foreman-Mackey et Ariane Bonhomme)

### Championnats nationaux
- 2015
  -  Championne du Canada de poursuite par équipes (avec Laura Brown, Jasmin Glaesser et Stephanie Roorda)
- 2019
  -  Championne du Canada de poursuite individuelle